# Rudolf Reutlinger
Rudolf Reutlinger (San Gallo, 22 novembre 1921 – Herisau, 18 gennaio 2004) è stato un avvocato e politico svizzero.

## Biografia
Celibe, figlio di Viktor Alfred, dentista, e di Frieda Berta Kugler. Dopo la scuola cantonale di San Gallo, studiò scienze politiche e diritto a San Gallo, Berna, Ginevra e Neuchâtel, conseguendo il dottorato in scienze politiche nel 1946 e in diritto nel 1950. Dal 1949 al 1994 fu titolare di uno studio legale a Herisau. Tra il 1949 e il 1964 rivestì la carica di cancelliere del Consiglio di Appenzello Esterno. Consigliere di Stato dal 1966 al 1986, sostenuto dai Giovani liberali, diresse il Dipartimento dell'educazione e militare dal 1966 al 1973, di giustizia dal 1973 al 1978, della sanità e militare dal 1978 al 1982 e dell'economia pubblica e militare dal 1982 al 1986. Dal 1981 al 1984 fu Landamano di Appenzello Esterno.
Presidente delle Ferrovie appenzellesi dal 1985 al 1989, fece parte del consiglio di amministrazione delle Forze motrici di San Gallo-Appenzello dal 1975 al 1990 e presiedette la Fondazione Bertold Suhner e la Fondazione Schwänberg. Fu uno dei promotori della nuova piscina e della fontana dedicata a Robert Walser a Herisau nonché della Fondazione Pro Appenzello nel 1963.